# اد هاینمن
ادوارد هنری هاینمن (به انگلیسی: Edward Henry Heinemann) (تولد: ۱۴ مارس ۱۹۰۸- درگذشت: ۲۶ نوامبر ۱۹۹۱) طراح برجستهٔ هواگردهای نظامی در شرکت هواپیماسازی داگلاس بود.